# جيف ريتشاردسون (لاعب كرة قاعدة)
جيف ريتشاردسون (بالإنجليزية: Jeff Richardson)‏ هو لاعب كرة قاعدة أمريكي، ولد في 29 أغسطس 1963 في ويتشيتا في الولايات المتحدة.

## وصلات خارجية
- جيف ريتشاردسون على موقعبيزبول رفرنس.كوم (الدوري الرئيسي) (الإنجليزية)
- جيف ريتشاردسون على موقعبيزبول رفرنس.كوم (الدوري الثانوي) (الإنجليزية)